# Songs of Leonard Cohen
Songs of Leonard Cohen er debut studiealbummet af den canadiske singer-songwriter Leonard Cohen. Albummet blev udgivet den 27. december 1967 gennem Columbia Records.

## Spor
| 1. | "Suzanne"           | 3:48 |
| 2. | "Master Song"       | 5:55 |
| 3. | "Winter Lady"       | 2:15 |
| 4. | "The Stranger Song" | 5:00 |
| 5. | "Sisters of Mercy"  | 3:32 |

| Side 2 | Side 2                              | Side 2 | Side 2 | Side 2 | Side 2 | Side 2 | Side 2 | Side 2 | Side 2 |
| #      | Titel                               | Længde |        |        |        |        |        |        |        |
| ------ | ----------------------------------- | ------ | ------ | ------ | ------ | ------ | ------ | ------ | ------ |
| 1.     | "So Long, Marianne"                 | 5:38   |        |        |        |        |        |        |        |
| 2.     | "Hey, That's No Way to Say Goodbye" | 2:55   |        |        |        |        |        |        |        |
| 3.     | "Stories of the Street"             | 4:35   |        |        |        |        |        |        |        |
| 4.     | "Teachers"                          | 3:01   |        |        |        |        |        |        |        |
| 5.     | "One of Us Cannot Be Wrong"         | 4:23   |        |        |        |        |        |        |        |
| 41:02  |                                     |        |        |        |        |        |        |        |        |